# Van Nest Polglase
Van Nest Polglase (Brooklyn, New York, 25 augustus 1898 - Los Angeles, Californië, 20 december 1968) was een Amerikaans artdirector, die de artdirection van verscheidene Amerikaanse films verzorgde, waaronder King Kong, Top Hat, Bringing Up Baby en Citizen Kane.
Polglase studeerde beaux-artsarchitectuur in New York. Na het afstuderen bracht hij een jaar door in Cuba, waar hij onder andere het presidentiële paleis van Havana ontwierp. In 1919 begon hij bij Famous Players-Lasky, het latere Paramount, en werkte later onder andere ook voor MGM. In 1932 werd hij toezichthoudend artdirector bij RKO. Hij kreeg de eer voor de artdirection van alle RKO-producties, zelfs de films waar niet hij zelf, maar andere artdirectors als Carroll Clark aan hadden meegewerkt. In 1942 werd hij bij RKO wegens een drankprobleem ontslagen en het jaar daarop begon hij bij Columbia.

## Academy Awardsvoor Beste Artdirection
- 1935 - The Gay Divorcee (genomineerd, gedeeld met Carroll Clark)
- 1936 - Top Hat (genomineerd, gedeeld met Carroll Clark)
- 1939 - Carefree (genomineerd)
- 1940 - Love Affair (genomineerd, gedeeld met Alfred Herman)
- 1941 - My Favorite Wife (genomineerd, gedeeld met Mark-Lee Kirk)
- 1942 - Citizen Kane (genomineerd, gedeeld met Perry Ferguson, A. Roland Fields en Darrell Silvera)

## Filmografie (selectie)
- King Kong (1933)
- Little Women (1933)
- The Gay Divorcee (1934)
- Of Human Bondage (1934)
- The Lost Patrol (1934)
- Top Hat (1935)
- The Informer (1935)
- Roberta (1935)
- Swing Time (1936)
- Follow the Fleet (1936)
- Stage Door (1937)
- Shall we Dance (1937)
- Carefree (1938)
- Bringing Up Baby (1938)
- Love Affair (1939)
- Gunga Din (1939)
- The Hunchback of Notre Dame (1939)
- Bachelor Mother (1939)
- Five Came Back (1939)
- My Favorite Wife (1940)
- Abe Lincoln in Illinois (1940)
- Citizen Kane (1941)
- Suspicion (1941)
- The Devil and Daniel Webster (1941)
- Mr. & Mrs. Smith (1941)
- The Devil and Miss Jones (1941)
- Gilda (1946)